# 3e division légère d'infanterie
Pour les articles homonymes, voir 3e division et Division légère (homonymie).
La 3e division légère d'infanterie est une grande unité française de la Seconde Guerre mondiale. Formée en avril 1940 pour le corps expéditionnaire français en Scandinavie, elle combat finalement en France de la mi-mai au 25 juin 1940.

## Composition
La division est commandée à partir du 23 avril par le général Duchemin.
Elle est constituée des unités suivantes :
- 140e régiment d'infanterie alpine
  - 14e compagnie divisionnaire antichars[2]
- 141e régiment d'infanterie alpine
  - 13e compagnie de pionniers[2]
- 4e groupe autonome d'artillerie coloniale (ex-IIIe groupe du 10e régiment d'artillerie coloniale à tracteurs tous terrains)[3]
- 3e groupe autonome d'artillerie coloniale (ex-Ier groupe du 10e régiment d'artillerie coloniale à tracteurs tous terrains, rejoint le 20 mai)[3]
- 8e groupe de reconnaissance de division d'infanterie (rejoint le 24 mai)[4]
- 344e compagnie autonome de chars de combat (ex-1re compagnie du 11e bataillon de chars de combat)[5]

## Historique
La division est prévue pour le corps expéditionnaire français en Scandinavie. Elle est constituée à partir du 15 avril 1940 dans la région de Brest,.
Prévue pour débarquer en Norvège, la division est en Écosse lorsque les Allemands attaquent la France et la Belgique. Elle est rapatriée dans la Somme, rejoignant les combats dans la région de Ham à partir du 18 mai. La 3e DLI tient le front, y compris face à la reprise général de l'offensive de la Wehrmacht le 5 juin. Elle entame son repli sur ordre vers le Sud le 6 juin au soir. Elle combat notamment sur la Loire à Sully-sur-Loire et termine la guerre en Haute-Vienne.

## Sources